# Rodriguezia macrantha
Rodriguezia macrantha är en orkidéart som beskrevs av Rudolf Schlechter. Rodriguezia macrantha ingår i släktet Rodriguezia och familjen orkidéer. Inga underarter finns listade i Catalogue of Life.